# Xesús Rábade
Xesús Rábade Paredes, nacido en Seixas, Galicia el 20 de enero de 1949, es un escritor gallego.

## Trayectoria
Rábade nació en la parroquia de Seixas, Cospeito, en la provincia de Lugo. Estudio en el Instituto Masculino de Lugo, donde fue alumno de María Victoria Moreno y Xesús Alonso Montero. Se graduó en Letras por la Universidad de Santiago de Compostela. Comenzó a trabajar de cartero y estuvo un tiempo en Berna, Suiza trabajando en los años setenta. Posteriormente se dedicó a la enseñanza de lengua y literatura en secundaria en el IES Rosalía de Castro.
Literariamente ha cultivado el ensayo, la narrativa y la poesía. Comenzó muy temprano su carrera literaria y figura en la antología Los jovencísimos de la poesía gallega. Trabajó en tareas de normalización lingüística y cultural: formación del profesorado, reforma educativa, elaboración de textos y material escolar. Publicación en prensa de numerosos artículos, algunos recogidos en libro, sobre la situación social de la lengua. De 1992 a 1995 fue Coordinador Docente de Lengua gallega.
Miembro del colectivo de renovación poética Clavo Hondo, su obra fue incluida en antologías y traducida a varias lenguas. Es miembro fundador del PEN Club Galicia.

## Vida personal
Está casado con Helena Villar Janeiro desde 1975. Juntos son padres de la poeta María do Cebreiro Rábade y del músico de jazz Abe Rábade.

## Obra

### Poesía
- Xuntos cara o mañán / Juntos hacia él mañana, 1969, Celta, Lugo.[6]
- Matria de sombra, 1985, Pliegos de Mineral (Huelva), segunda edición en 1985 en Sotelo Blanco.
- Poldros de música, 1993, Sociedad Cultural Valle-Inclán.
- Os dedos dos loureiros, 2000, Diputación Provincial de La Coruña.
- Os anos da memoria, 2006, Espiral Maior.
- Lugar do canto (Selección poética bilingüe, 1969-2007), 2008, Litoral das Rías, colección Hipocampo amigo, Madrid. La selección y traducción es del propio autor.
- Sobre ruinas, 2013, Alvarellos.
- Memoria do cuerpo, 2018, Galaxia
- Caldobada en terras de Valverde (2020). Alvarellos. 56 págs. ISBN 978-84-16460-67-0

### Narrativa
- A terra prometida, 1975, Akal. Segunda edición en 1990 en Galaxia. ISBN 978-84-7154-714-9.
- Saraverde, 1987, Galaxia. ISBN 978-84-7154-582-4.
- A palabra secreta, 1989, Galaxia. ISBN 978-84-7154-657-9.
- Blanca de Loboso, 1991, Galaxia.[7] Publicada en el 2002 en la Biblioteca Galega 120.
- O viaxeiro invisible, 1992, Contos do Castromil, Vigo.
- As sombras do barroco, 1994, Galaxia. ISBN 978-84-7154-923-5.
- Como levar un morto, 2002, Sotelo Blanco.
- Mientras a herba medra, 2007, Galaxia. ISBN 978-84-7154-138-3.

### Ensayo
- Recuperar a voz, 1991, Ediciós do Cumio.
- Neira Vilas y 'Xente no rodicio', 1992, Galaxia.
- Una lectura de Os outros feirantes, de Álvaro Cunqueiro, 1998, Xerais.
- A vida de Manuel Murguía, 2000, Galaxia. ISBN 978-84-8288-358-8.

### Ediciones
- Escolma poética, de Ramón Cabanillas, 2002, PEN Club Galicia.
- Trece poemas gallegos y otras páginas, de Gregorio San Juan, 2006, Litoral de las Rías, colección Hipocampo amigo.
- Menesteres, de Arcadio López Casanova, 2010, Cátedra, Madrid. También es autor de la traducción en esta edición bilingüe.

### Traducciones
- Los oscuros sueños de Clío, de Carlos Casares, 1994, Alfaguara, Madrid. Del gallego al castellano.
- La poesía erótico-amorosa en el Egipto faraónico, 1995, Sociedad de Cultura Valle-Inclán. Versión gallega y nota introductoria.
- Mazurca para dos muertos, de Camilo José Cela, 1999, Junta de Galicia.
- Narrativa breve completa Carlos Casares, 2012, Libros del Silencio.